# Harby (Leicestershire)
Harby – wieś w Anglii, w hrabstwie Leicestershire, w dystrykcie Melton. Leży 32 km na północny wschód od miasta Leicester i 161 km na północ od Londynu. Miejscowość liczy 625 mieszkańców.